# Урса банк
ОАО «УРСА Банк» — российский коммерческий банк, существовавший с 2006 по 2009 год. Являлся участником ССВ под номером 17.
Головной офис банка находился в Новосибирске. После объединения с МДМ-Банком 7 августа 2009 года был переименован в МДМ Банк. Лицензия же самого МДМ-Банка была ликвидирована.

## История
«УРСА Банк» образовался в результате объединения ОАО «Сибакадембанк» (Новосибирск) и ОАО «Уралвнешторгбанк» (Екатеринбург) в 2006 году.
3 декабря 2008 года акционеры МДМ-Банка и УРСА Банка объявили о намерении объединить свои доли в банковский холдинг «для создания одного из ведущих частных универсальных банков России».

## Собственники и руководство
Основные владельцы — Игорь Ким (35,5 %), Андрей Бекарев и Александр Таранов (по 8 %), Олег Кириллов и Юрий Коропачинский (по 7 %), ЕБРР (17,6 %), DEG (6,4 %) и Clariden Leu (4,2 %).

## Деятельность
Финансовые показатели банка по РСБУ на 01.01.2009 г.:
- чистые активы — 213,4 млрд руб.
- собственный капитал — 26,7 млрд руб.
- балансовая прибыль — 3,7 млрд руб.

Рейтинги российских рейтинговых агентств (Интерфакс, на 01.01.2009 г.):
- 20 место по размеру активов
- 20 место по размеру собственного капитала
- 15 место по объему привлеченных средств физических лиц
- 12 место по объему кредитного портфеля физических лиц

Международные рейтинги:
- 487-е место в мире по размеру капитала первого уровня (the Banker)
- Ba3, Positive (Moody’s)
- B+, Positive (Fitch)
- BBB-, Stable (RusRating)